# Shimon Applebaum
Erik Shimon Applebaum, hebräisch אריק שמעון אפלבאום Eriq Šimʿon Apelbaum oder שמעון אפלבוים Šimʿon Apelboim (geb. 21. April 1911 in Liverpool, gest. 21. August 2008 in Tel Aviv), war ein israelischer Archäologe. Von 1965 bis 1982 war er Professor für Klassische Archäologie und Jüdische Geschichte an der Universität Tel Aviv.
Shimon Applebaum besuchte die Leighton Park School in Reading und studierte von 1928 bis 1931 am Brasenose College der University of Oxford. 1939 emigrierte er nach Israel und war einer der Gründungsmitglieder des Kibbuz Kfar Blum. Unterbrochen vom Zweiten Weltkrieg, in dem er der British Army diente und im Rang eines Sergeant für die Antiken der Kyrenaika zuständig war, erlangte er in Oxford den Bachelor, 1951 wurde er mit der Arbeit Agriculture in Roman Britain promoviert. In den Jahren 1961–1966 leitete er die Ausgrabungen des Theaters in Beit Shean – seinerzeit eine der größten Ausgrabungen der Klassischen Archäologie in Israel. Im Jahr 1965 gehörte er zu den Gründern der Abteilung für Klassische Archäologie an der Universität Tel Aviv, an der er bis zu seiner Emeritierung in den 1980er-Jahren als Professor lehrte.
Zu seinen wichtigsten Forschungsschwerpunkten gehörten der westliche Samaria Survey, der Bar-Kochba-Aufstand, dem sein Werk Prolegomena to the Study of the Second Jewish Revolt (A.D. 132–135) galt, und das römische Straßennetz in Israel.

## Veröffentlichungen (Auswahl)
- Agriculture in Roman Britain. In: The Agricultural History Review. Band 6, Heft 2, 1958, S. 66–86 (Zusammenfassung der Dissertation).
- Prolegomena to the study of the Second Jewish Revolt (A.D. 132–135) (= BAR supplementary series. Band 7). British Archaeological Reports, Oxford 1976.
- Judaea as a Roman Province: The Countryside as a Political and Economic Factor In: Aufstieg und Niedergang der römischen Welt ii (1977), S. 385–395.
- Jews and Greeks in Ancient Cyrene (= Studies in Judaism in Late Antiquity. Band 28). Brill, Leiden 1979.
- Judaea in Hellenistic and Roman Times: Historical and Archaeological Essays (= Studies in Judaism in Late Antiquity. Band 40). Brill, Leiden 1989.